# Gustav Botz
Gustav Botz (* 17. Mai 1857 als Friedrich Gustav Kotz in Barmen; † 6. April 1932 in Berlin) war ein deutscher Schauspieler, der hauptsächlich in Chargenrollen zu sehen war.

## Leben
Botz gab sein Theaterdebüt 1884 in Kaiserslautern und trat an Bühnen in Bromberg, Frankfurt (Oder), Koblenz (dort auch als Regisseur), Basel, Dresden, Augsburg, Magdeburg und Breslau auf. Seit 1909 lebte er in Berlin, wo er 16 Jahre lang bei den Meinhardt-Bernauer-Bühnen aktiv war.
Er spielte beim Film in vielen Klassikern, besonders der 1920er Jahre mit. Botz litt seit Anfang der 20er Jahre an einer Augenkrankheit. 1925 war die Krankheit so weit fortgeschritten, dass er sich aus dem Theater und Filmgeschäft vollständig zurückzog. Er starb 1932 fast blind in seiner Wohnung in Berlin-Charlottenburg. Er war verheiratet mit der Schauspielerin Elisabeth Botz. 

## Filmografie
- 1913: Das Kriegslied der Rheinarmee
- 1915: Carl und Carla
- 1916: Der Schmuck der Herzogin
- 1916: Für den Ruhm des Geliebten
- 1916: Gräfin de Castro
- 1916: Die Entdeckung Deutschlands
- 1917: Gänseliesel
- 1917: Das Wäschermädel Seiner Durchlaucht
- 1917: Durchlaucht Hypochonder
- 1918: Störtebeker
- 1918: Der Gezeichnete
- 1918: Der fremde Fürst
- 1918: Der Liftjunge
- 1918: Ikarus, der fliegende Mensch
- 1919: Irrwahn
- 1919: Das Geheimnis des Amerika-Docks
- 1919: Das Luxusweibchen
- 1919: Der Flimmerprinz
- 1919: Der Kampf der Geschlechter
- 1919: Der Kampf um die Ehe
- 1919: Die Rose von Stambul
- 1919: Die Verführten
- 1919: Der Teufel
- 1919: Frau Hempels Tochter
- 1919: Maria Magdalene
- 1919: Monica Vogelsang
- 1919: Morphium
- 1920: Der Erbe von Carlington
- 1920: Der Feuerreiter
- 1920: Der Kurier von Lissabon
- 1920: Der König von Paris (2 Teile)
- 1920: Ede & Co.
- 1920: Katharina die Große
- 1920: Mord... die Tragödie des Hauses Garrick
- 1920: Sizilianische Blutrache
- 1920: Versiegelte Lippen
- 1921: Der Mann ohne Namen (6 Teile)
- 1921: Nosferatu
- 1921: Der ewige Kampf
- 1921: Der Silberkönig (4 Teile)
- 1922: Dr. Mabuse, der Spieler (2 Teile)
- 1922: Der brennende Acker
- 1922: Der Liebesroman des Cesare Ubaldi
- 1922: Lola Montez, die Tänzerin des Königs
- 1922: Wenn die Maske fällt
- 1923: Fridericus Rex
- 1924: Mein Leopold